# أوسامو مايدا
أوسامو مايدا (前田治) (ولد 5 سبتمبر 1965) هو لاعب كرة قدم ياباني سابق، شارك في كأس آسيا 1988.

## روابط خارجية
1. ↑  "معلومات عن أوسامو مايدا على موقع data.j-league.or.jp". data.j-league.or.jp. مؤرشف من الأصل في 2018-08-25.
2. ↑  "معلومات عن أوسامو مايدا على موقع national-football-teams.com". national-football-teams.com. مؤرشف من الأصل في 2020-03-14.

(باليابانية) Japan Football Association official site
- أوسامو مايدا على موقع رابطة كرة القدم اليابانية للمحترفين (اليابانية)
- أوسامو مايدا على موقع قاعدة بيانات كرة القدم.إي يو (الإنجليزية)
- أوسامو مايدا على موقع ناشيونال فوتبول تيمز (الإنجليزية)
- أوسامو مايدا على موقع عالم كرة القدم.نت (الإنجليزية)